# Milán – San Remo 2018
109. ročník jednodenního cyklistického závodu Milán – San Remo (oficiálně Milano–Sanremo presented by NAMEDSPORT>) se konal 17. března 2018 v Itálii. Závod dlouhý 294 km vyhrál Ital Vincenzo Nibali z týmu Bahrain–Merida, čímž se stal prvním italským vítězem La Classicissimy od roku 2006, kdy vyhrál Filippo Pozzato. Na druhém a třetím místě se umístili Australan Caleb Ewan (Mitchelton–Scott) a vítěz z roku 2016, Francouz Arnaud Démare (Groupama–FDJ).

## Týmy
Závodu se zúčastnilo celkem 25 týmů, včetně 18 UCI WorldTeamů a 7 UCI Professional Continental týmů. Každý tým přijel se sedmi jezdci. Loïc Chetout z týmu Cofidis neodstartoval, na start se tedy celkem postavilo 174 jezdců. Do cíle v San Remu dojelo 164 jezdců.
UCI WorldTeamy
- AG2R La Mondiale
- Astana
- Bahrain–Merida
- BMC Racing Team
- Bora–Hansgrohe
- EF Education First–Drapac p/b Cannondale
- Groupama–FDJ
- LottoNL–Jumbo
- Lotto–Soudal
- Mitchelton–Scott
- Quick-Step Floors
- Team Dimension Data
- Team Katusha–Alpecin
- Team Sky
- Team Sunweb
- Trek–Segafredo
- UAE Team Emirates

UCI Professional Continental týmy
- Bardiani–CSF
- Cofidis
- Gazprom–RusVelo
- Israel Cycling Academy
- Nippo–Vini Fantini–Europa Ovini
- Team Novo Nordisk
- Willier Triestina–Selle Italia

## Výsledky
| Pořadí | Jezdec                   | Tým               | Čas        |
| ------ | ------------------------ | ----------------- | ---------- |
| 1      | Vincenzo Nibali (ITA)    | Bahrain–Merida    | 7h 18' 43" |
| 2      | Caleb Ewan (AUS)         | Mitchelton–Scott  | + 0"       |
| 3      | Arnaud Démare (FRA)      | Groupama–FDJ      | + 0"       |
| 4      | Alexander Kristoff (NOR) | UAE Team Emirates | + 0"       |
| 5      | Jürgen Roelandts (BEL)   | BMC Racing Team   | + 0"       |
| 6      | Peter Sagan (SVK)        | Bora–Hansgrohe    | + 0"       |
| 7      | Michael Matthews (AUS)   | Team Sunweb       | + 0"       |
| 8      | Magnus Cort (DEN)        | Astana            | + 0"       |
| 9      | Sonny Colbrelli (ITA)    | Bahrain–Merida    | + 0"       |
| 10     | Jasper Stuyven (BEL)     | Trek–Segafredo    | + 0"       |